# Voskresenka, Ivanivka
Voskresenka (în ucraineană Воскресенка) este localitatea de reședință a comunei Voskresenka din raionul Ivanivka, regiunea Herson, Ucraina.

## Demografie
Componența lingvistică a localității Voskresenka
     Ucraineană (93,5%)
     Rusă (3,67%)
     Română (2,1%)
     Alte limbi (0,1%)
Conform recensământului din 2001, majoritatea populației localității Voskresenka era vorbitoare de ucraineană (93,5%), existând în minoritate și vorbitori de rusă (3,67%) și română (2,1%).